# Cantón de Bischheim
El cantón de Bischheim era una división administrativa francesa, que estaba situada en el departamento de Bajo Rin y la región de Alsacia.

## Composición
El cantón estaba formado por dos comunas:
- Bischheim
- Hœnheim

## Supresión del cantón de Bischheim
En aplicación del Decreto nº 2014-185 de 18 de febrero de 2014, el cantón de Bischheim fue suprimido el 22 de marzo de 2015 y sus 2 comunas pasaron a formar parte; una del nuevo cantón de Hœnheim y otra del nuevo cantón de Schiltigheim.